# Join Hands
| Recensione    | Giudizio    |
| ------------- | ----------- |
| AllMusic      | [ 1 ]       |
| Melody Maker  | molto buono |
| NME           | buono       |
| Record Mirror | molto buono |
| Sounds        | [ 5 ]       |

Join Hands è il secondo album del gruppo musicale inglese Siouxsie and the Banshees, pubblicato il 7 settembre 1979.
Fin dall'uscita venne osannato dalla stampa britannica, tra cui il Melody Maker, Sounds, il NME e Record Mirror. Il disco raggiunse il nº 13 della classifica britannica.

## Il disco

### Storia, contenuto e musica
Musicalmente è più dark rispetto al primo album The Scream: suona più claustrofobico e inquietante. È stato l'ultimo album registrato con la prima formazione della band, il chitarrista John McKay e il batterista Kenny Morris, che lasciano il gruppo dopo un disaccordo all'inizio del tour.
Il disco è stato scritto in sei mesi. Nel 1979, la band guardava le notizie provenienti dall'Iran, con scene di repressione e coprifuoco; era una delle prime volte che vedevano immagini di persone che venivano sparate e uccise in televisione. Anche in Inghilterra, la situazione politica era instabile, coi rifiuti accumulatisi nelle strade di Londra. Siouxsie Sioux ha visto come "un tempo reale, tutto a branchi e incerto, ma anche marcio sotto, e poiché queste cose del passato erano state solamente lasciate lì in decomposizione, avevano bisogno di essere riconosciute e poi ripulite, non solo spazzate via ancora in putrefazione". Il gruppo è stato ispirato da questi eventi. Il tema della guerra è emerso attraverso le canzoni: invece di un messaggio pro-militare, i testi sono stati pensati per catturare lo spirito di come le cose erano come al momento. Miranda Sawyer ha affermato che Join Hands ha preso "come ispirazione l'argomento molto poco rock'n'roll della prima guerra mondiale".
I riferimenti dell'album ai papaveri rappresentano l'idea di "sconfitta, di carne, sangue e disperazione". I temi delle canzoni includono anche "terrore infantile, gli attacchi al condizionamento sociale e spirituale, i vari tipi di morte e tortura, e la solitudine". Alcune canzoni parlano anche di famiglie e di infermieristica. Per il critico Ronnie Gurr, "Tutte le opzioni liriche sono state lasciate completamente aperte.
L'album si apre con il rintocco delle campane prima dell'inizio di Poppy Day. Le parole sono basati sul poema di John McCrae "In Flanders Fields", che è stato scritto nel 1915, dopo la perdita di un amico durante una battaglia della Prima guerra mondiale. Poppy Day, una breve traccia con una lunga edificante introduzione su quello che un giornalista ha chiamato "frammenti di chitarra di John McKay" e una "stridente marcia militare in controtempo", era stata modellata dopo che Steven Severin aveva osservato i due minuti di silenzio televisivi in memoria dei morti di guerra domenica 12 novembre 1978. "Abbiamo voluto scrivere una canzone che avrebbe opportunamente colmato questa lacuna", ha dichiarato. Nell'interno della copertina del disco, la dicitura "2 minuti di silenzio" è stato aggiunto accanto al testo della canzone.
Regal Zone, con il sassofono da McKay, copre anche il tema della guerra e del conflitto in Iran. Placebo Effect affronta l'uso di placebo in medicina, mentre Icon mostra echi di iconoclastia, con la distruzione di quadri con immagini religiose, o statue e simboli di vecchi regimi autoritari. Premature Burial, "apparentemente ispirato" dal racconto di Edgar Allan Poe con lo stesso nome, è la traccia da cui è stato preso il titolo dell'album. È, nelle parole di Siouxsie, "espressione di claustrofobia, di essere circondati dalle limitazioni sia da parte della società sia delle persone". Per lo scrittore Mark Paytress, la battuta "Siamo tutti fratelli e sorelle" sembrava una presa in giro della Summer of Love. La conclusione della canzone suona come "un coro di formale sostegno per una Armata Rossa in ritirata nella sua grandiosa sconfitta".
All'inizio del secondo lato, Playground Twist è una "massa vorticosa di chitarre flangiate" con le campane della chiesa; include una filastrocca da scuola materna. La canzone "parla di adulti che si comportano come bambini e bambini che pensano di essere adulti". Siouxsie ha spiegato: "Parla della crudeltà dei bambini e di tutto l'aspetto di essere buttati fuori nel parco giochi in inverno durante ululanti tempeste e lasciati in balia di se stessi. Non è il genere di cose che si suppone di scriverci canzoni pop". È stato il terzo singolo del gruppo in meno di un anno e "probabilmente il migliore", secondo lo storico della musica Clinton Heylin. Il singolo non sembrava orecchiabile, ma comunque è entrato nella top 30. Severin ricordò in seguito il capo della A&R alla Polydor li disse che si aspettava un fallimento commerciale.
La ninna nanna Mother/Oh Mein Papa è un'interpretazione della canzone tedesca O mein Papa con le parole di Siouxsie. Phil Sutcliffe l'ha definita "una ferita aperta di una canzone offerta dalla vita di Siouxsie e sicuramente condivisa, raccolta e graffiata da tutti coloro che l'ascoltano". Su di un carillon, due voci simultanee cantano amore e odio per la stessa madre. Il testo positivo è in anticipo rispetto a quello negativo che è in sottofondo. La traccia finale dell'album è una registrazione in studio di The Lords Prayer, il brano che Siouxsie and the Banshees avevano notoriamente suonato al loro debutto live al 100 Club Punk Festival nel settembre 1976. È stato registrato in una sola volta; dopo ogni sessione nella prima settimana, hanno messo giù una versione di The Lords Prayer. Prima di entrare in studio, la band aveva registrato una sessione da John Peel ai primi di aprile in cui erano in anteprima le tracce Placebo Effect, Playground Twist, Regal Zone e Poppy Day. La band poi è andata negli Air Studios di Oxford Street a Londra per registrare l'album a maggio. Entro giugno, l'avevano mixato.
Join Hands è diverso da The Scream: è più "dark", più sperimentale, meno abrasivo, con un nuovo umore "claustrofobico". La chitarra di McKay genera una "raffica di suono", mentre "il basso di Severin porta la melodia". La registrazione è avvenuta in un'atmosfera tesa. McKay e Kenny Morris si isolarono e divennero poco comunicativi con il resto della band e il loro manager e co-produttore dell'album, Nils Stevenson. A differenza delle sessioni per The Scream, la musica è stata registrata senza Siouxsie, cosicché ha aggiunto la sua voce dopo. Morris non ha preso parte alle sessioni di mixaggio, mentre Siouxsie è stata fortemente coinvolta. Commentando un paio di giorni prima della pubblicazione dell'album, Jon Savage ha scritto sulla musica: "Le canzoni sono consegnati con l'intensità soffocante della violenza interna in una stanza chiusa a chiave". Kris Needs ha osservato che Join Hands è stato, in retrospettiva, un titolo ironico per un disco che ha diviso il gruppo in due. L'album rispecchia come la band si sentiva in quel momento: "eravamo soli e isolati e così ci imbattevamo nella musica", ha dichiarato Siouxsie nel 2003. Ha aggiunto: "Musicalmente, Join Hands è stato un album senza compromessi, ma oggi suona ancora moderno".

### Copertina, pubblicazione e tour
Inizialmente il gruppo voleva pubblicare una copertina utilizzando un'immagine modificata di una cartolina sull'eucaristia, mostrando dei bambini che si congiungevano le mani. L'immagine era stata fotocopiata parecchie volte, così era diventata distorta. La direzione artistica era stata affidata a John Maybury, un amico di college di Morris. Il loro manager, Stevenson, non era in grado di determinare che possedevano i diritti d'autore e ha avvertito che la band sarebbe andata in bancarotta se venivano come conseguenza citati in giudizio. La Polydor era diventata nervosa anche per la violazione del copyright, così la copertina è stata ritirata all'ultimo minuto; i dirigenti della casa discografica disprezzavano anche la sua natura religiosa. Siccome era già stato programmato un tour nel Regno Unito in concomitanza con l'uscita dell'album, non c'era nessuna possibilità di ritardare la pubblicazione.
Stevenson ha suggerito una copertina alternativa. Ha incaricato il dipartimento artistico della Polydor di creare una copertina con quattro statue delle guardie ai caduti, da una sessione di foto che la band aveva fatto di recente davanti al monumento che commemora i morti della prima guerra mondiale. Quattro delle statue soldato sono state tagliate fuori dalla foto della band. Siouxsie ha trovato la copertina una soluzione praticabile, mentre lei è stata ispirata dalle immagini evocate dalle parole per "In Flanders Fields", che hanno ispirato Poppy Day. Per lei, era il fulcro dell'album. Il papavero riprodotto sulla copertina del disco è un simbolo del Remembrance Day. Il progettista, Rob O'Connor, ha detto riguardo al progetto: "La corona di papaveri è stata ideata per contribuire ad aggiungere colore e creare un accorgimento vivace". È stata pianificata una copertina in rilievo, con i quattro soldati inchiostrati nel cartoncino, ma non è stata utilizzata, poiché il gruppo non ha ricevuto in tempo le bozze. Morris e McKay hanno incolpato Stevenson, Siouxsie e Severin, sebbene è stata la Polydor che ha rifiutato la spesa extra all'ultimo minuto. Tuttavia, Severin è riuscito a spingere per una copertina apribile: "L'abbiamo voluta tutta bianca per ripicca verso la casa discografica che la voleva tutta nera", ha dichiarato. I disegni di Maybury della band sono stati utilizzati sulla copertina interna; è stata l'unica parte del progetto originale che è sopravvissuto.
Join Hands è stato pubblicato il 7 settembre 1979 dalla casa discografica Polydor. Ha raggiunto il n. 13 della classifica britannica; Playground Twist è il singolo estratto: pubblicato il 28 luglio 1979, raggiunse la posizione n. 28 delle classifiche. In quel periodo, la frattura tra McKay e Morris e il resto del gruppo era diventato grande. Uno spettacolo di preparazione in Irlanda aveva causato problemi per McKay, costringendolo a suonare senza tutti i suoi pedali, siccome nessuno dell'equipaggiamento si era fatto vivo. Alla fine, dopo un disaccordo in un negozio di dischi per la decisione di Stevenson di vendere urgentemene delle copie in prova (che il gruppo aveva ricevuto a titolo gratuito) dell'album ai fan dopo che la tiratura del negozio aveva esaurito le scorte, McKay e Morris bruscamente lasciarono il gruppo il giorno della pubblicazione dell'album, solo poche ore prima di un concerto al Capitol Theatre di Aberdeen. È stata una decisione d'impulso, che non hanno mai corrisposto. Severin ha poi osservato: "C'è un'altra band che alla quale è successo questo? Non credo".
Il 29 maggio 2006 l'album è stato ripubblicato in versione rimasterizzata con due tracce bonus: il singolo non-album Love in a Void (doppio lato A del singolo Mittageisen, presente anche nella raccolta Once Upon a Time: The Singles) e l'inedito strumentale Infantry. L'album, questa volta con la copertina progettata da Maybury, è stata ristampata in vinile per il Record Store Day nell'aprile 2015 con l'opera autentica che la band aveva presentato alla Polydor nel 1979.

### Lascito
Join Hands è considerato un album post-punk da Heylin ed elencato come tale da AllMusic. Secondo Simon Reynolds, è anche visto come un precursore del genere gothic rock dovuto a molte delle sue canzoni. La sua atmosfera "funebre" "ha ispirato una serie di imitatori gotici", secondo Mojo, ma "nessuno dei quali combinato all'evoluzione dei singoli dei Banshees.".
AllMusic ha commentato che "alcuni dei brani tratti da [Join Hands] sembrano anticipare con forza il lavoro del secondo album dei Joy Division, Closer, soprattutto Placebo Effect, il cui suono di chitarra è stato una chiara ispirazione per la canzone Colony della band di Manchester". Nel film del 2007 Control, la copertina di Join Hands è mostrata in una scena dove la moglie di Ian Curtis, Deborah (che ha co-scritto la sceneggiatura), guarda la raccolta di dischi di suo marito.
Successivamente Join Hands è stato citato da altri acclamati musicisti dalla critica. Il leader degli LCD Soundsystem James Murphy, ha espresso un apprezzamento dell'album affermando che i primi dischi che ha comprato erano Join Hands, Grotesque dei Fall e Nick the Stripper dei Birthday Party. "Tutti e tre i dischi sono tra i più belli che abbia mai sentito", ha detto. Alla fine del 2008, Morrissey ha scelto il brano Mother nella sua playlist quando è stato intervistato per la BBC Radio 2. Johnny Marr ha detto che era un grande ammiratore del secondo album di diverse band, tra cui Siouxsie and the Banshees.

## Tracce
Testi di Sioux, musiche di Siouxsie and the Banshees, tranne ove indicato.

### Versione originale
Lato 1
1. Poppy Day - 2:00 (testo: adatt. da McCrae)
2. Regal Zone - 3:04 (testo: Severin)
3. Placebo Effect - 4:36
4. Icon - 5:25 (testo: Severin)
5. Premature Burial - 5:53

Lato 2
1. Playground Twist - 2:59
2. Mother/Oh Mein Papa - 3:37 (testo: Turner, Parsons - musica: Burkhard)
3. The Lords Prayer - 14:07

Tracce bonus rimasterizzazione 2006
1. Love in a Void (7" AA-Side) - 2:35 (testo: Severin - musica: Sioux, Morris, Severin, Fenton)
2. Infantry (Unreleased Track) - 3:16

### Rimasterizzazione LP (2015)
Lato 1
1. Poppy Day
2. Regal Zone
3. Placebo Effect
4. Icon
5. Premature Burial

Lato 2
1. Playground Twist
2. Mother
3. Prayer
4. Infantry

## Formazione
- Siouxsie Sioux - voce, pianoforte
- John McKay - chitarra, sassofono
- Steven Severin - basso
- Kenny Morris - batteria, percussioni

### Produzione
- Nils Stevenson - co-produzione
- Mike Stavrou - co-produzione e ingegneria del suono
- Ian Morais - assistente ingegneria
- Ray Staff - masterizzazione
- Rob O'Connor - design
- John Maybury - illustrazione
- Adrian Boot - fotografia (copertina esterna)

## Curiosità
- The Lords Prayer è la rielaborazione in studio del primo pezzo in assoluto eseguito dal vivo dai Banshees al 100 Music Club, il 20 settembre 1976: in quell'occasione, il gruppo si esibì in un'interminabile, blasfema, caotica e slegata versione punk della tradizionale preghiera cristiana, inframmezzata a versi di Twist and Shout dei Beatles, Knockin' on Heaven's Door di Bob Dylan e Smoke on the Water dei Deep Purple. Steven Severin, il bassista, aveva preso per la prima volta in mano il suo strumento solo il giorno precedente. Secondo quanto affermato dalla cantante Siouxsie Sioux, "l'intenzione era di continuare a suonare finché non ci avessero buttato fuori dal palco".
- Durante il tour promozionale dell'album, il chitarrista John McKay e il batterista Kenny Morris abbandonarono improvvisamente i compagni il 17 settembre 1979 ad Aberdeen poco prima del concerto in programma, per divergenze con Siouxsie e Severin. Furiosa per l'accaduto, la cantante in scena improvvisò una violenta invettiva cantata contro i due: la stessa, intitolata Drop Dead/Celebration (letteralmente, "Crepate/Festeggiamo"), venne poi registrata e pubblicata come b-side del singolo Happy House, tratto dal loro album successivo Kaleidoscope (1980).